# IBM Portable Personal Computer
O IBM Portable Personal Computer 5155 model 68 foi um computador pessoal "transportável" (pesava cerca de 15 kg) desenvolvido pela IBM após o sucesso do "portátil" Compaq Portable. Foi lançado em fevereiro de 1984, e eventualmente substituído pelo IBM Convertible.

## OPortable PC
O Portable era basicamente uma placa-mãe XT transplantada para um gabinete estilo Compaq. O sistema apresentava 256 kibibytes de RAM (expansível para 640 KiB), uma placa CGA conectada a um monitor monocromático (âmbar) e um ou dois drives de disquete de 5" 1/4, meia altura, 360 KiB (ou um drive e um HD). Diferentemente do Compaq Portable, o qual usava um monitor dual e uma placa de vídeo especial, a IBM usou uma placa CGA e um monitor comuns, com resolução menor. O Portable, todavia, podia exibir cores se fosse conectado a um monitor externo ou televisor.
O controlador de disco era o mesmo utilizado no IBM XT e dava suporte para até quatro drives de 360 KiB (dois internos, dois externos) mas não era compatível com os drives de alta capacidade que então ganhavam popularidade, particularmente os acionadores de 5" 1/4 com densidade quádrupla (1,2 MiB) que se haviam tornado padrão no IBM AT e os drives de 3" 1/2 (720 KiB).
O Portable não foi um campeão de vendas devido a uma confusão junto ao público sobre o que ele realmente era: poderia ter sido chamado de Portable XT, o que teria sido mais preciso. "Portable PC" implicava uma tecnologia PC anterior, o que levava os consumidores a acreditar que ele era um produto defasado tecnologicamente.

## Características
| UCP           | Intel 8088 em 4,77 MHz                                                                          |
| RAM           | 256 KiB—640 KiB (máxima)                                                                        |
| ROM           | 40 KiB                                                                                          |
| Teclado       | mecânico, 83 teclas, teclado numérico reduzido                                                  |
| Display       | monitor monocromático de 9" embutido, CGA, texto (80x25) e gráfico (320x200 ou 640x200 pixels). |
| Som           | alto-falante interno                                                                            |
| Portas        | 1 porta RS232C, 1 porta paralela, 5 slots ISA (apenas 1 de 16 bits)                             |
| Armazenamento | um ou dois drives de 5" 1/4, 360 KiB cada                                                       |